# Věra Sosnarová
Věra Sosnarová (5. května 1931 Brno – 6. února 2024 Brno) byla česká občanka, která byla podle svých slov ve věku 14 let spolu se svou matkou a devítiletou sestrou 17. května 1945 odvlečena sovětskou tajnou službou NKVD do ruského pracovního tábora na Sibiři. Její tvrzení se však nepodařilo prokázat ani úředníkům České správy sociálního zabezpečení, ani historikům. Historik Adam Hradilek z Ústavu pro studium totalitních režimů v roce 2019 uvedl, že Sosnarová pracovala v Sovětském svazu po druhé světové válce jako civilní pracovnice v místních továrnách.

## Únos, pracovní tábory a návrat
Sosnarová byla se svou sestrou podle vlastních tvrzení unesena z Československa na základě toho, že jejich matka Ljuba Šímová roku 1922 uprchla před doznívající ruskou občanskou válkou. V pracovních táborech, dolech, kolchozech atd. měly strávit celkem 19 let (od konce roku 1945 do léta 1964). Jejich matka přežila v pracovním táboře jen 3 měsíce, zemřela v noci z 5. ledna na 6. ledna 1946. Roku 1964 ji i se sestrou na přímluvu předsedy jednoho ruského kolchozu propustili do JZD Znojmo, kam přicestovaly na počátku roku 1965.

## Po návratu

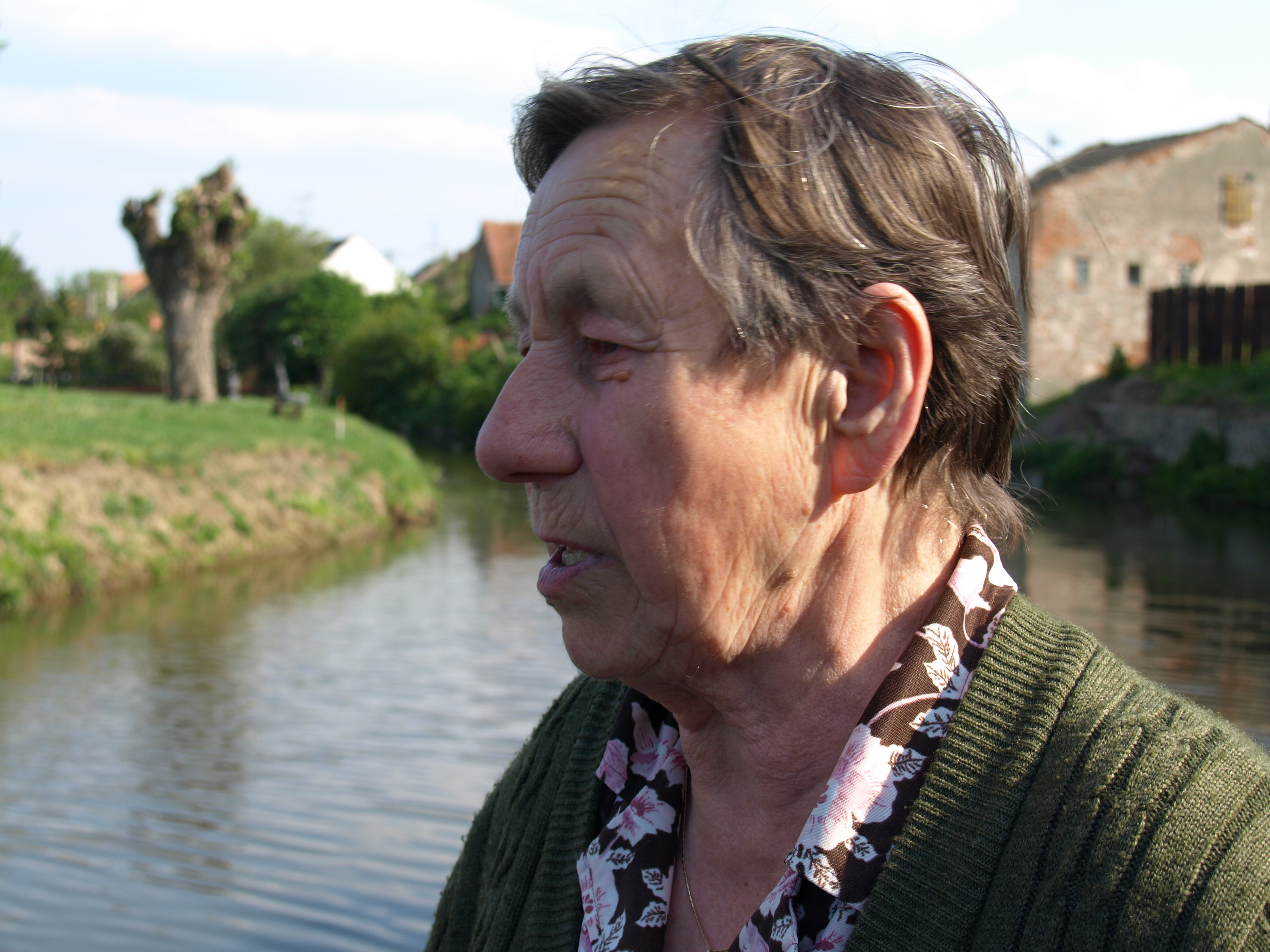
Věra Sosnarová

Při odjezdu ze Sovětského svazu i při příjezdu do vlasti měla být nucena podepsat úplnou mlčenlivost o svém osudu a z obavy o opětovné odvedení na Sibiř mlčenlivost dlouho neporušila. O této části její minulosti se nikdy nedozvěděl její manžel a dlouho ji neznali ani její dva synové. Veřejně o své minulosti promluvila teprve po sametové revoluci.
V květnu 2018 ji Poslanecká sněmovna PČR navrhla prezidentu republiky Miloši Zemanovi na udělení medaile Za hrdinství. Ten ji však z řady navržených osobností nevybral a mezi vyznamenanými 28. října 2018 nefigurovala. V listopadu 2018 obdržela Cenu hejtmana Jihomoravského kraje.

## Zpochybnění výpovědi
Český novinář a publicista ruského původu Vladimír Bystrov, syn vězně gulagu, v roce 2009 zpochybnil její vyprávění. Předpokládal, že dotyčná nebyla v gulagu, nýbrž spíše v internačním táboře, a že v takovém táboře byla pravděpodobně do roku 1947, následně byla normální zaměstnankyní podniku Sojuzazbest a později dalších podniků.
Smyšlenost příběhu Věry Sosnarové v červenci 2019 prokázal na základě studia dobových pramenů historik Adam Hradilek z Ústavu pro studium totalitních režimů, podle něhož byla Sosnarová civilní pracovnicí na Urale: „Na základě výše uvedených zjištění je jasné, že prakticky nic z toho, co o Věře Sosnarové na veřejnosti od první reportáže TV Nova v roce 2002 zaznělo, se nezakládá na pravdě. Desítky rozhovorů, které poskytla médiím, i besedy s ní pořádané jsou protkány výroky, jež odporují historickému poznání represí v Sovětském svazu i skutečným životním peripetiím Věry Sosnarové a její rodiny.“ Svá zjištění publikoval v časopise Paměť a dějiny vydávaném Ústavem pro studium totalitních režimů. Dle Hradilkova zjištění matka Věry Sosnarové, Ludmila Šímová, rozená Melkich, získala v době nacistické okupace českých zemí pro sebe a dvě ze svých tří dcer říšské občanství a udala gestapu sousedku, která kritizovala Adolfa Hitlera. Do Sovětského svazu se Ludmila Šímová se svými dvěma dcerami přesunula z regionu svého původního bydliště. Tvrzení o svém údajném mnohaletém pobytu v gulagu Věra Sosnarová začala šířit v roce 2002, kdy byl přijat zákon o odškodnění a ona se začala domáhat bezmála tří milionů korun od České republiky. Stát ani Úřad dokumentace a vyšetřování zločinů komunismu ale nezískaly žádný důkaz o tom, že by nároky Sosnarové mohly být oprávněné, a její požadavek byl zamítnut.
Věra Sosnarová na svých výpovědích i poté trvala. Hradilkova zjištění podpořil i vedoucí projektu Paměť národa Mikuláš Kroupa. Vedoucí katedry historie Pedagogické fakulty Masarykovy univerzity a politik KDU-ČSL Jiří Mihola, který byl osvojitelem poslaneckého návrhu na státní vyznamenání Sosnarové, v reakci mimo jiné uvedl, že „neměl důvod ani kapacitu pochybovat“ o jejím příběhu. Další jihomoravský politik KDU-ČSL Jan Grolich, na základě jehož návrhu byla oceněna hejtmanem, uvedl po zveřejněném rozhovoru se Sosnarovou v internetové DVTV, že by ji už na ocenění nenavrhl a na přednášku nepozval, ale varoval také před rychlými soudy, protože její život byl velmi těžký. Na Facebooku také napsal, že nedokáže uvěřit tomu, že její emoce a vyprávění mohly být hrané.

## Inspirace v umění
Na základě jejího vyprávění napsal Jiří Svetozar Kupka v roce 2008 knihu Krvavé jahody.
Příběhem Věry Sosnarové byl inspirován televizní film režiséra Jiřího Stracha Svatá (2024) s Jiřinou Bohdalovou v hlavní roli.